# Machaerium mucronulatum
Machaerium mucronulatum är en ärtväxtart som beskrevs av George Bentham. Machaerium mucronulatum ingår i släktet Machaerium och familjen ärtväxter. Inga underarter finns listade i Catalogue of Life.